# 39 del Lleó
39 del Lleó (39 Leonis) és un estel binari a la constel·lació del Lleó, visualment situat a 20 minuts d'arc de la brillant Aldhafera (ζ Leonis). S'hi troba a 74 anys llum de distància del sistema solar.
39 del Lleó A (GJ 387 A), l'estel principal, és una nana groga de tipus espectral F8Vbw i magnitud aparent +5,80. Els seus paràmetres de massa i grandària són pràcticament iguals als del Sol, encara que la seva temperatura, 6.085 K, és significativament més elevada. Lluix amb una lluminositat 2,16 vegades major que la lluminositat solar. Gira sobre si mateixa amb una velocitat de rotació de 5,8 km/s. No existeix consens en quant la seva edat; diversos autors situen aquesta xifra entre 5.500 i 7.970 milions d'anys. Presenta una baixa metal·licitat, sent la seva abundància relativa de ferro un 36% de l'existent al Sol. Altres elements com magnesi, silici i sofre mostren la mateixa tendència.
L'estel acompanyant, 39 del Lleó B (GJ 387 B), és una nana vermella de tipus M1V i magnitud +11,4. La seva temperatura superficial és de 3740 K i el seu diàmetre és aproximadament la meitat del diàmetre solar. Ambdós estels estan visualment separats 7,2 segons d'arc, cosa que correspon a una separació real superior a 163 ua.